# Овсень
Овсе́нь (Авсень) — день в народном календаре русских Поволжья и Центральных областей Европейской части России, канун Нового года — 31 декабря (13 января), разновидность русской колядки, иногда — название соответствующего обряда, а также связанных понятий:
- песня, исполняемая во время хождения по домам;
- участник обряда;
- дар за овсеньканье[2].

## Территория распространения
Территория распространения обозначенных терминов (а также их вариантов: авсенька, усень, тусень, таусень, баусень и др.) — районы Поволжья, средних и некоторых южных областей России (Тамбовская, Тверская, Ярославская, Московская, Тульская, Рязанская, Владимирская, Нижегородская, Оренбургская, частично — Воронежская, Липецкая, Белгородская и Курская).

## Этимология
Авсе́нь, Авсенька, Овесе́нь, Ба́усе́нь, Та́усе́нь, Говсе́нь, Усе́нь, Тусень, Титусень
Название овсень  дано по типовому рефрену святочной песни: «Ой, овсень, ой овсень!», «Авсень, авсень!», «Бай, авсень!», «Таусень, таусень!», «Та-аосин!» и тому подобное. Овсеневые песни практически ничем не отличаются от среднерусских колядок, кроме припева (и факта их приуроченности к кануну Нового года). Одни и те же песни, исполняемые на Рождество, могли именоваться колядками, a в канун Нового года — авсенями. Тексты со сдвоенным рефреном («Ой авсень, ой коляда!») встречались как в рождественском, так и в новогоднем песенном цикле.
А. Б. Страхов предположил, что слово овсень этимологически восходит к библейскому восклицанию Осанна! (ср. рефрен ой-люли, восходящий к Аллилуйя), входящему в неизменяемую часть литургии. В колядках оно сопровождает встречу наступающего праздника (Васильева вечера, Рождества) точно так же, как в Евангелии сопровождало вход Господень в Иерусалим. В подтверждение этой идее Страхов указывает на идентичность этимологически-тёмного фр. Noël «Рождество» восклицанию, которым парижане в XV веке встречали въезд в город королей — Noel!.
Во многих авсеневых песнях слово Овсень-Авсень обнаруживает тенденцию к разным народно-этимологическим притяжениям, например к слову овёс, — при том, что овёс присутствует в обряде (им обсыпают, обсевают) и в текстах.
В. Н. Топоров сопоставляет Авсеня-Усеня с балтийским Усиньшем, считая, что у них единое происхождение. Возможно, что имя Авсень, Усень было выведено из глагола, обозначающего восход солнца, утреннюю зарю, начало светлой части дня и года. Это имя может быть возведено к санскритскому корню ush, от которого были образованы и обозначения утренней зари в разных языках (например, санскр. ushas — заря, usra в Ведах — утро, рассвет, лит. auszra — утренняя заря, auszla — рассвет, др.-в.-нем. austur — восток, слав. утро, jutro и т. п.). С этим же корнем ush и с теми же понятиями рассвета, утренней зари, восходящего солнца были связаны имена различных божеств разных народов: древнегерманской Остары (богини утренней зари), древнеиндийской Ушас (божество утренней зари), древнегреческой Эос (богиня зари), римской Авроры (богиня утренней зари), латышского бога Усиньша. Некая А. В. Маркова делает окончательный вывод 
Итакъ, слово "усинь" славянское и перешло вмѣстѣ с обрядомъ къ латышамъ, не имѣя опредѣленнаго миѳологического смысла. Но въ латышском обрядѣ мы уже видимъ миѳическiй образъ: Усинь - покровитель лошадей, пчелъ и весенней растительности: ему приносят жертву; онъ изображается всадникомъ на каменномъ конѣ; у него два сына: солнце и месяц. Ничего подобнаго мы не видимъ въ русскихъ пѣсняхъ, слѣд., созданiе миѳа совершилось уже на латышской почвѣ. И въ этомъ нѣтъ ничего страннаго.
Макс Фасмер, ссылаясь на некоего Мельникова, приписывает слову авсень значение «первый день весны». По его мнению, слово происходит из *овесень от весна. Вариант таусень возник как рифмованное образование к этому слову. П. И. Мельников-Печерский писал 
Русский таусень не так ли давно был мордовский обряд, который перешел к русским
Р. О. Якобсон полагал, что слово таусень происходит от таусиный — «синеватый, тёмно-синий», при этом он отмечает аналогию с др.-рус. просиньць «январь» и другими названиями декабря и января в славянских языках.
В. И. Даль, не указывая источника, утверждает, что раньше так назывался первый день весны, 1 марта, которым прежде начинался год. Когда в 1699 году празднование Нового года было перемещено с марта на январь, так стал называться Васильев вечер (канун Нового года).
В. И. Чичеров отмечает, что А. А. Потебня и А. В. Марков объясняют происхождение названия Овсеня теорией светового значения этого слова. Так, слово «оусень» в старославянском языке имеет вполне определённое значение — соединение слова «синий» с частицей «оу», которая означает ослабление или уменьшение качества, в связи с чем «оусень» переводится как синеватый. Однако, у предков современных великороссов под «синим» понимался темно-красный цвет, а слово «синь» означало не только красный, но и «светлый», «яркий» (синее вино символ алой крови, а также синие молнии из «Слова о полку Игореве»). Следовательно, «оу-синь» означает «краснеющий», «светлеющий».
Название зимних месяцев – декабря – января – «прасинец» является смысловым обозначением первоначального прибавления дня, возрождения солнечного света, просветления, также как и среднерусское «усинь» (овсень, таусень, баусень, осинь и т.д.) означает обряд и обрядовую песнь, связанную с этим временем. И то и другое наименование отражает понятие совершившегося в природе поворота, начала нового периода – нового года

## Овсеньканье
Обходной обряд, проводимый в этот день (разновидность колядования), назывался: овсеньканье, ходить таусить или усенькать, авсень кликать, таусеньки петь.
Ср.: нижегород. «в святки ходят таусить», «в Новый год ходили усенькать девушки»; рязан. «авсенъ кликали под Новый год»; «хадили мы авсеньками (то есть ряжеными) на авсеньки, пад Новый год»; «давайти нарижацца авсеней»; «как aвcеньки — нада блины испечь, авсеньки будут ходить». Такими же словами определялись овсеневые песни и угощение, получаемое обходниками от хозяев: «под Новый год ходили таусеньки петь»; «девушки ходили под Новый год под окнами кричать таусеньки»; «дети ходили по дворам таусеньку кричать»; «детям подавали таусеньки — кренделя»; «под Новый год ходили, таусень сбирать»; в Рязанской обл. исполнителей овсеневых песен одаривали авсеньками — печёными колбасками.

## Песни-овсени
Одна из особенностей исполнения песен-овсеней — форсированный звук, громкий крик. По некоторым свидетельствам, «усень — не песня, усень кричат» (Розов, рукоп.). При обращении к хозяевам дома участники обхода обычно спрашивали разрешения: «Авсень кликать?», «Можно ли овсень кликать?», а те отвечали: «Кличьтя!» Это же выражение зафиксировано в церковных источниках XVII в., осуждавших московский обычай «в навечери Рождества Христова кликать коледы и усени».
Если русские колядки обычно имеют вид обобщенных величаний, адресованных всей семье в целом, то овсеневые песни часто исполнялись индивидуально, каждому члену семьи в отдельности. Наиболее значимые (призванные обеспечить благополучие дому и семье) овсени исполнялись хозяину и его старшим сыновьям. В цикле овсеневых песен, кроме величаний, фигурировали и особые кумулятивные тексты вопросно-ответной структуры, содержание которых не связано с поздравительной темой.
Заключительная часть овсенек (также как и других обходных песен) — просьба одарить исполнителей:

Авсень, авсень,

Падавай савсем!

Кишку да ножку в заднюю акошку.
Современное исполнение видоизменилось:
Авсень, авсень!

Падавай нам всем!

Пышки, лепёшки, куриные ножки,

Открывай сундучок, подавай пятачок.
Чаще всего им подавали блины и иные хлебные изделия, а также что-либо из мясных угощений. Если хозяева плохо одаривали исполнителей, звучали угрозы и проклятья:

Хто ни дасть хлеба — быка из хлева!

Хто ни дасть пирага — карову за рага!
или

На Новый год — дубовый гроб,

Асинава тибе крышка, жэлезна задвижка!
Один из вариантов овсенек был исполнен советской исполнительницей русских народных песен Марией Мордасовой в новогодней программе «Голубой огонёк» 1987 года.